# Brookite
La brookite est une espèce minérale formée de dioxyde de titane de formule TiO2 avec des traces : fer, tantale, niobium. Les cristaux sont typiquement tabulaires, allongés et striés, pouvant atteindre 12 cm.
Elle possède la même composition chimique que la rutile et l'anatase mais cristallise dans le système orthorhombique.

## Historique de la description et appellations

### Inventeur et étymologie
La brookite fut décrite par le minéralogiste français Armand Lévy (1795-1841) en 1825 et dédiée à Henry-James Brooke (1771-1857), minéralogiste anglais.

### Synonymie
- Eumanite (Shepard, 1851)[5]
- Jurinite (Soret, 1822), dédiée à Louis Jurine (1751-1819), naturaliste et collectionneur genèvois
- Pyromélane (Shepard, 1856)[6]

### Topotype
Le gisement topotype se trouve entre Beddgelert et Tremadoc, à 8 miles de Snowden, Gwynnedd, Pays de Galles.

## Caractéristiques physico-chimiques

### Critères de détermination
La brookite forme des cristaux tabulaires allongés sur {010} et striés, transparents à translucides, de couleur variant du brun foncé à l'orange et d'éclat adamantin à submétallique. Elle présente une biréfringence biaxiale. Son trait varie du gris au blanc et peut avoir des teintes jaunâtres. Elle présente un clivage indistinct sur {120}. Sa cassure est subconchoïdale et irrégulière. Les cristaux présentent souvent, en inclusion, une trace noire en sablier ou en chapelet.
Sa dureté est entre 5,5 et 6 sur l'échelle de Mohs. Elle fond entre 1 830 °C et 1 850 °C.

### Variété
- Arkansite : variété d'habitus trouvée dans l'Arkansas qui a inspiré son nom[8].

### Cristallochimie
L'anatase, le rutile et la brookite sont les trimorphes de TiO2.

### Cristallographie

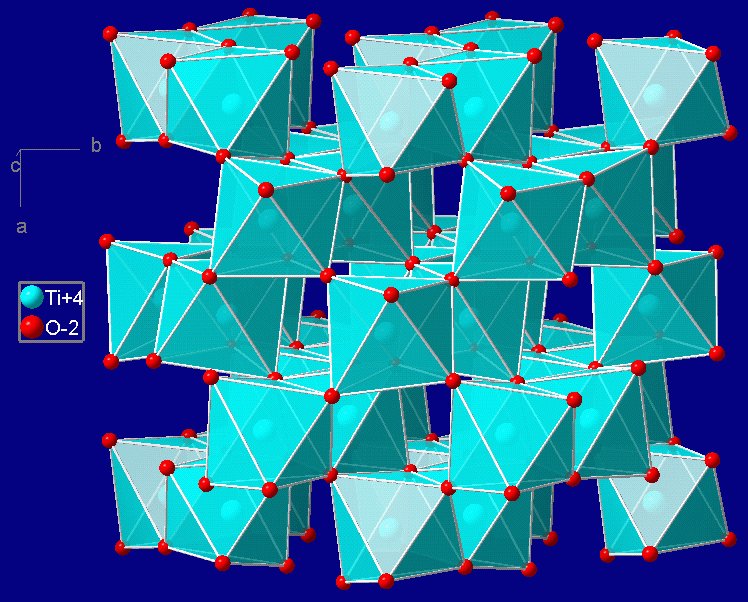
Structure cristalline de la brookite

La brookite cristallise dans le système cristallin orthorhombique, avec le groupe d'espace Pbca et Z = 8 unités formulaires par maille. Ses paramètres de maille sont {\displaystyle a} = 9,184 Å, {\displaystyle b} = 5,447 Å et {\displaystyle c} = 5,145 Å, donnant lieu à un volume de maille V = 257,38 Å3 et une masse volumique calculée de 4,12 g/cm3.

## Gîtes et gisements

### Gîtologie et minéraux associés
La brookite se trouve :
- dans les fentes alpines gneiss et schistes ;
- dans les contacts métamorphiques et les filons hydrothermaux.

Elle est associée aux minéraux anatase, calcite, chlorite, hématite, muscovite, orthoclase, quartz, rutile et titanite.

### Gisements producteurs de spécimens remarquables
- Autriche
  - Dorferalm, Dorfertal, Prägraten, Virgental, Osttirol, Tyrol[10]
- Brésil
  - Diamantina, Vallée de Jequitinhonha, Minas Gerais[11]
- États-Unis
  - Magnet Cove, Comté de Hot Spring, Arkansas (produit la variété arkansite)
  - Ellensville, Comté d'Ulster,  New York
- France
Saint-Christophe-en-Oisans, Bourg d'Oisans, Isère, Rhône-Alpes[12]
- Italie
  - Monte Bregaceto, Borzonasca, Gène, Ligurie[13]
- Norvège
  - Dyrfonni (Dyrefonni), Viveli, Eidfjord, Hardangervidda, Hordaland[14]
- Russia  
  - Atliansk, Miass (Miask), Monts Ilmen, sud de l'Oural
  - Dodo Mine, Tyumenskaya Oblast', nord de l'Oural, Ouest de la Sibérie (très grand cristaux)[15]
- Suisse
  - Griesserental, Maderanertal, Uri
  - Salvan, Val du Trient, Valais